# Улица Гастелло (Санкт-Петербург)

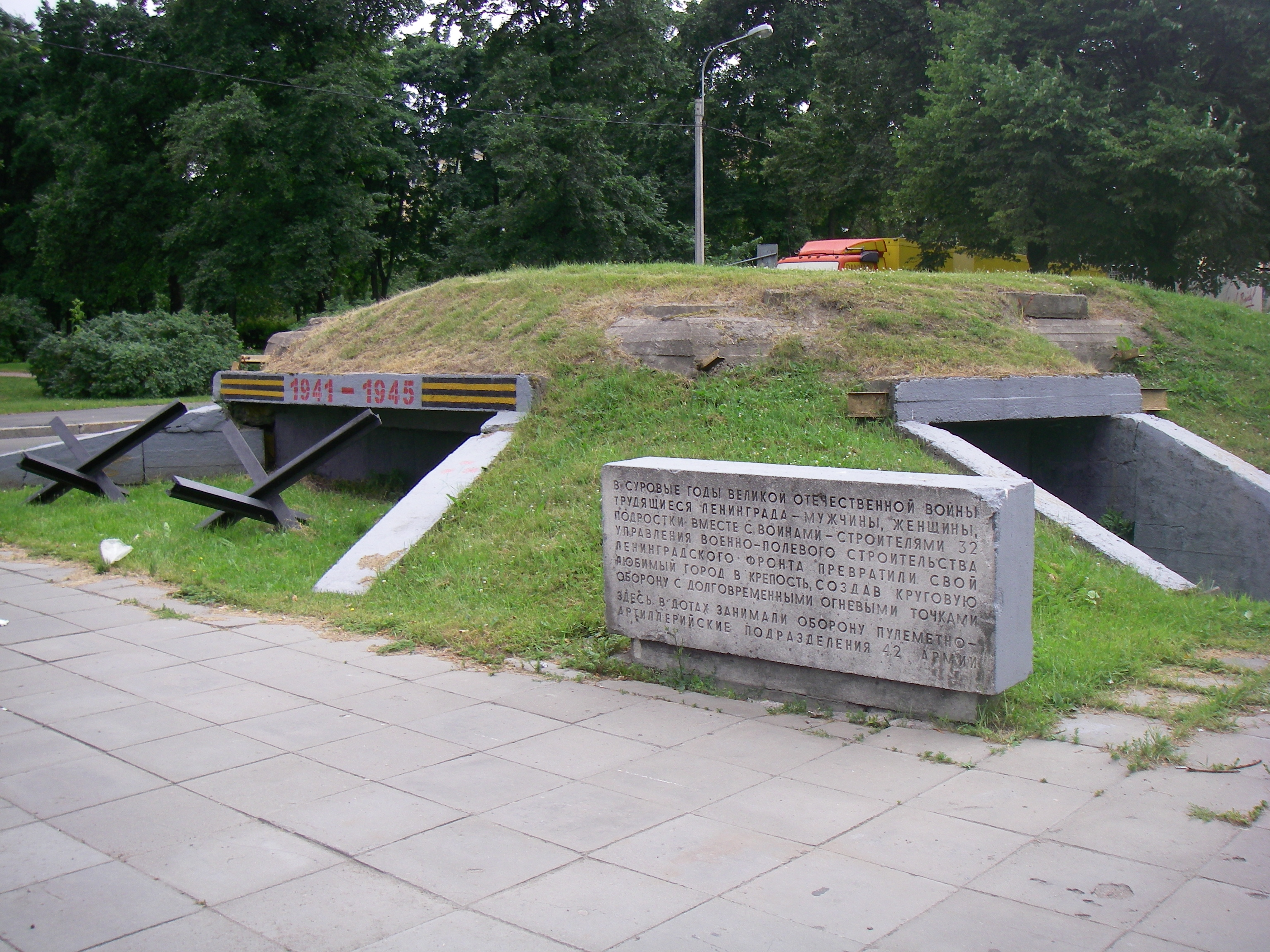
ДОТ на пересечении с пр. Гагарина

Улица Гасте́лло — улица в Московском районе Санкт-Петербурга, от Московского проспекта до проспекта Юрия Гагарина.

## История
Улица была так названа в июле 1950 года в честь советского военного лётчика Николая Францевича Гастелло, Героя Советского Союза посмертно.

## Примечательные здания и сооружения
- д. 15 — Чесменский дворец.  781410166020006
- д. 16 — здание Чесменской богадельни, построено в первой трети XIX века и надстроено в 1934. В 2012 году дом снесли[1].
- д. 17 — дот № 77 рубежа «Ижора».  781510331730595
- д. 21 — городская больница № 20.
- д. 22 — Московские бани.

- по адресу д. 7 до 2008 года находился кинотеатр «Зенит». Здание было снесено. На его месте, несмотря на протесты общественности и охранную зону памятника архитектуры — Чесменского дворца, строится элитный жилой комплекс Victory Plaza.

## Транспорт
- Метрополитен: «Московская», «Парк Победы»
- Автобус № 3, 16, 26, 50
- Трамвай № 29, 45

## Пересекает следующие улицы и проспекты
- Московский проспект
- улица Ленсовета
- проспект Юрия Гагарина